# San Felices de Buelna
San Felices de Buelna là một đô thị trong tỉnh và cộng đồng tự trị Cantabria, Tây Ban Nha. Đô thị này có diện tích là 36,24 ki-lô-mét vuông, dân số năm 2009 là 2314 người với mật độ 63,85 người/km². Đô thị này có cự ly 38 km so với tỉnh lỵ Santander.